# فم اودي
فم اودي هي قرية مغربية شمال المملكة. تنتمي فم اودي لإقليم بني ملال الساحلي. تضم هذه القرية 7.802 نسمة (إحصاء 2004).